# Озяблицы
Озяблицы — деревня в Судогодском районе Владимирской области России, входит в состав Мошокского сельского поселения.

## География
Деревня расположена в 7 км на юго-запад от центра поселения села Мошок и 39 км на юго-восток от Судогды.

## История
Деревня впервые упоминается в окладных книгах Рязанской епархии за 1676 год в составе Польновского прихода, в ней было 6 дворов крестьянских.
В конце XIX — начале XX века деревня входила в состав Мошенской волости Судогодского уезда, с 1926 года — в составе Владимирского уезда. В 1859 году в деревне числилось 5 дворов, в 1905 году — 41 дворов, в 1926 году — 57 дворов.
С 1929 года деревня являлась центром Озяблицкого сельсовета Судогодского района, с 1940 года — в составе Мошокского сельсовета, с 2005 года — в составе Мошокского сельского поселения.

## Население
| 1859 | 1905 | 1926 | 2002 |
| ---- | ---- | ---- | ---- |
| 44   | 230  | 314  | 35   |

| 1859 | 1905 | 1926 | 2002 | 2010 | 2021 |
| ---- | ---- | ---- | ---- | ---- | ---- |
| 44   | ↗230 | ↗314 | ↘35  | ↘17  | ↘7   |